# Sympterygia bonapartii
Sympterygia bonapartii es una especie de pez de la familia Arhynchobatidae.

## Morfología
Los machos pueden llegar a alcanzar los 63 cm de longitud total.

## Reproducción
Es ovíparo y las hembras ponen huevos envueltos en una cápsula ovígera .

## Hábitat
Es un pez de mar y de aguas profundas que vive hasta los 150 m de profundidad.

## Distribución geográfica
Se encuentra en el Océano Atlántico suroccidental (desde Rio Grande do Sul-el Brasil - hasta Rawson- Argentina -) y el Pacífico suroriental (Chile ).